# IC 2560
IC 2560 (również PGC 29993) – galaktyka spiralna z poprzeczką (SBb), znajdująca się w gwiazdozbiorze Pompy w odległości około 105 milionów lat świetlnych od Ziemi. Została odkryta 28 grudnia 1897 roku przez Lewisa A. Swifta. Należy do galaktyk Seyferta typu 2. Jest członkiem Gromady w Pompie.